# Mayo (Québec)
Pour les articles homonymes, voir Mayo.
Mayo est une municipalité du Québec (Canada) située dans la municipalité régionale de comté (MRC) de Papineau dans la région administrative de l'Outaouais. 

## Toponymie

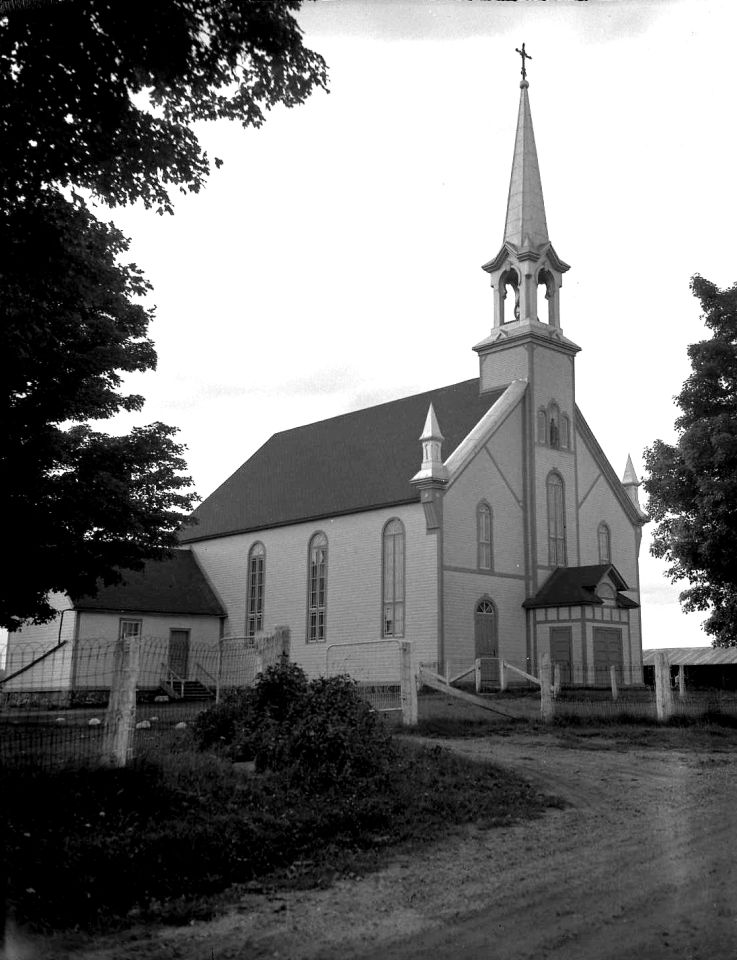
Église Saint-Malachie de Mayo, 1947.

Elle est nommée en l'honneur du comté de Mayo en Irlande.

## Histoire
À l'origine, la municipalité était dans le comté de Papineau. Elle a été incorporée dans la municipalité régionale de comté de Papineau en 1983.

### Chronologie municipale
- 1864 : La municipalité de paroisse de Saint-Malachy se détache de la municipalité de canton de Lochaber.
- 1954 : Saint-Malachy change son nom en municipalité de Mayo.

## Géographie

### Hydrographie
Douze lacs officiellement nommés par la Commission de toponymie du Québec sont situés à Mayo. Il y a le lac Burke, le lac aux Castors, le lac Daly, le lac Dole, le lac Édith, le lac Flynn, le lac Howard, le lac Limmer, le lac Long, le lac à Mémère, le lac Murphy et le lac Stralem.
Les seuls rapides officiellement nommés par la Commission de toponymie du Québec dans Mayo sont le Trou du Diable. Les deux seuls ruisseaux présents dans cette municipalité sont le ruisseau Buckingham et le ruisseau Hachard.

## Démographie
| 1996 | 2001 | 2006 | 2011 | 2016 | 2021 |
| ---- | ---- | ---- | ---- | ---- | ---- |
| 401  | 443  | 549  | 572  | 601  | 704  |

## Administration
Les élections municipales se font en bloc pour le maire et les six conseillers.
| Mayo Maires depuis 2003                                                                                              |                 |         |          |
| Élection | Maire           | Qualité | Résultat |
| 2003 | Normand Vachon  |         | Voir     |
| 2005 | Normand Vachon  | Voir    |          |
| 2009 | Gaëtan Brunet   |         | Voir     |
| n/d | Normand Vachon  |         | Voir     |
| 2013 | Normand Vachon  | Voir    |          |
| 2017 | Robert Bertrand |         | Voir     |
| 2021 | Robert Bertrand | Voir    |          |
| Élection partielle en italique Depuis 2005, les élections sont simultanées dans toutes les municipalités québécoises |                 |         |          |

## Attraits
- Réserve écologique de la Forêt-la-Blanche, l'une des plus vieilles forêts du Québec méridional.